# Geōrgios Toussas
Geōrgios Toussas (in greco Γεώργιος Τούσσας?; Koilada, 8 settembre 1954) è un politico greco.
Come membro del Partito Comunista di Grecia, fu europarlamentare dal 2004 al 2014.